# Mậu, Ngawa
Mậu (tiếng Khương: ʂqini, chữ Hán giản thể:茂县, âm Hán Việt: Mậu huyện) là một huyện thuộc châu tự trị A Bá, tỉnh Tứ Xuyên, Cộng hòa Nhân dân Trung Hoa. Huyện này nằm ở thượng lưu Mân GiangHuyện này có diện tích 4064 km2, dân số năm 1999 là 101.000 người, trong đó người Khương chiếm hơn 88% dân số. Huyện Mậu có chiều dài đông-tây 104 km, bắc-nam 96 km. Huyện này giáp các huyện: Tùng Phan (phía bắc), huyện tự trị dân tộc Khương Bắc Xuyên về phía đông, huyện An, Thập Phương, huyện Bành về phía nam, tây nam là [[Vấn Xuyên và Lý (huyện), tây bắc giáp Hắc Thủy. Các phong cảnh ở đây có Cửu Đỉnh Sơn, Ngân Bàn Sơn, Hắc Hổ Trại, Long Môn Sơn. Các loài động vật đặc biệt ở đây có: gấu trúc lớn, gấu trúc nhỏ. GDP năm 1999 là 0,261 tỷ nhân dân tệ. Huyện lỵ huyện Mậu đóng ở trấn Phượng Nghi.